# Kolodino (Kaliningrad)
Kolodino (russisch Колодино, deutsch Augustenhof) war ein Ort in der russischen Oblast Kaliningrad (Gebiet Königsberg (Preußen)). Die Ortsstelle liegt im Bereich des heutigen Munizipalkreises Rajon Bagrationowsk (Stadtkreis Preußisch Eylau).

## Geographische Lage
Die Ortsstelle Kolodinos liegt im südlichen Westen der Oblast Kaliningrad, 19 Kilometer nordwestlich der früheren Kreis- und heutigen Rajonshauptstadt Preußisch Eylau (russisch Bagrationowsk).

## Geschichte
Um 1718 wurde das seinerzeitige Augustenhoff gegründet. Vor 1820 bis 1947 hieß der Ort Augustenhof und lag im ostpreußischen Kreis Preußisch Eylau. Als Vorwerk war Augustenhof in den Gutsbezirk Tharau (russisch Wladimirowo) eingegliedert, auch noch nach 1928, als Tharau in eine Landgemeinde umgewandelt wurde.
In Kriegsfolge kam Augustenhof 1945 mit dem gesamten nördlichen Ostpreußen zur Sowjetunion und erhielt 1947 die russische Namensform „Kolodino“. Im gleichen Jahr wurde der Ort in den Wladimirowski selski Sowet (Dorfsowjet Wladimirowo (Tharau)) integriert. Zunächst noch besiedelt war Kolodino vermutlich bereits vor 1969 verlassen. Der Ort gilt heute als untergegangen.
Die Ortsstelle Kolodinos liegt heute im Munizipalkreis Rajon Bagrationowsk (Stadtkreis Preußisch Eylau) in der Oblast Kaliningrad (Gebiet Königsberg (Preußen)) der Russischen Föderation.

## Religion
Mit seiner überwiegend evangelischen Bevölkerung war Augustenhof bis 1945 in die Kirche Tharau in der Kirchenprovinz Ostpreußen der Kirche der Altpreußischen Union eingepfarrt.

## Verkehr
Die nur noch in geringem Maße wahrnehmbare Ortsstelle Augustenhofs resp. Kolodinos ist über Landwegverbindungen von Tharau (Wladimirowo) aus zu erreichen.
Bis 1945 war Augustenhof Haltepunkt an der Kleinbahn Tharau–Kreuzburg, die nach dem Krieg nicht wieder aktiviert worden ist.